# 그랜드 택 가설

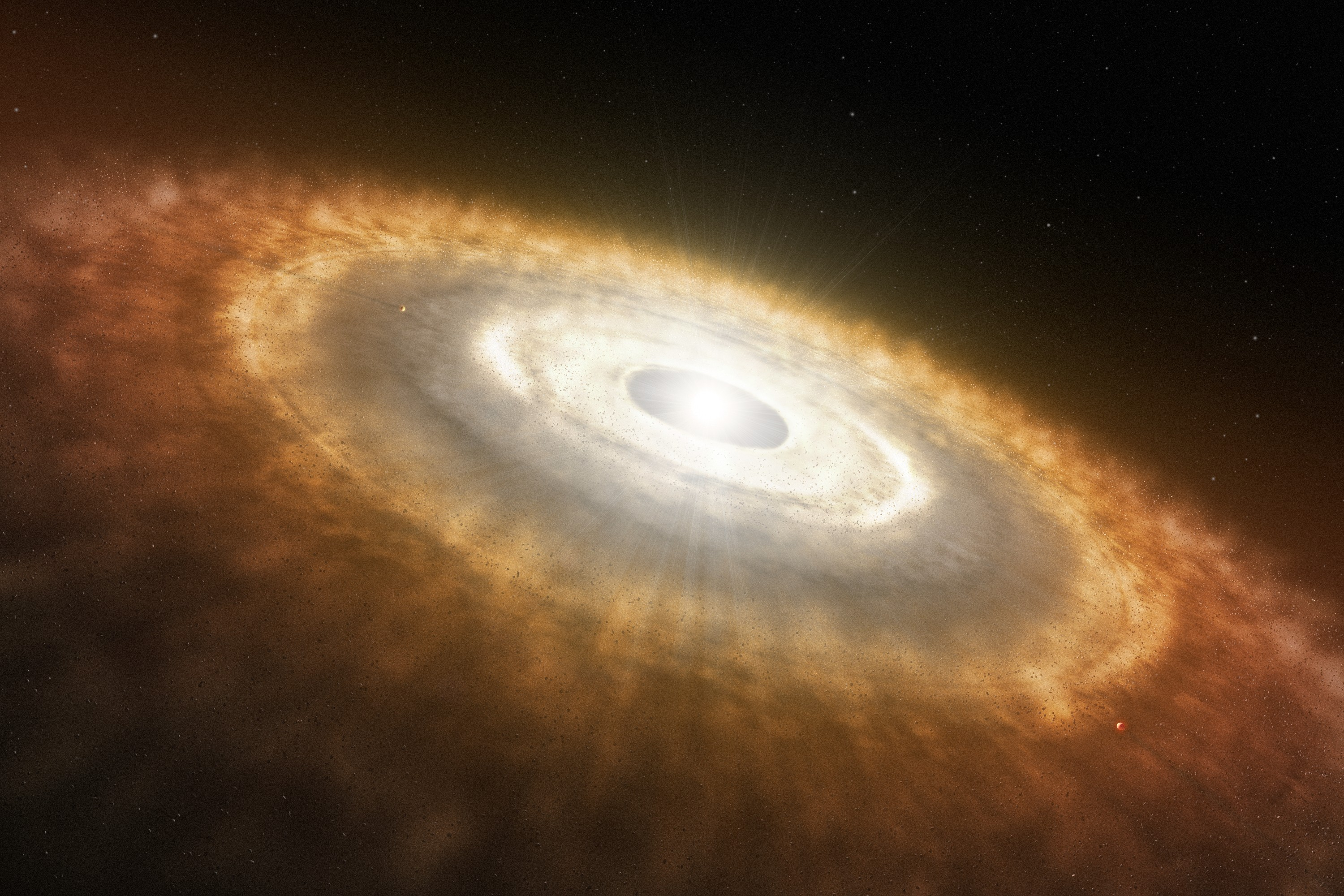

그랜드 택(영어: Grand Tack) 가설은 태양계 내부가 기체 상태의 원시 행성 원반에서 거대 행성들의 궤도 이동에 의해 형성되었다고 말한다. 목성이 먼저 안쪽으로 이동한 후 목성과 토성이 함께 바깥쪽으로 다시 이동했다. 목성의 회전점 또는 '점착점'이 약 1.5AU에 있었다면 지구 구성 요소의 내부 원반은 약 1AU에서 잘려서 자연스럽게 지구 행성의 질량과 간격이 만들어졌을 것이다. 가스 그룹들이 이동하는 동안 소행성대는 심각하게 살아졌을을 것이지만, 현재의 S형 및 C형 행성과 연관될 수 있는 뚜렷한 행성 기원의 저수지로 다시 채워졌다. 거대 행성의 궤도는 태양계 외곽의 후기 진화와 일치한다.

## 설명

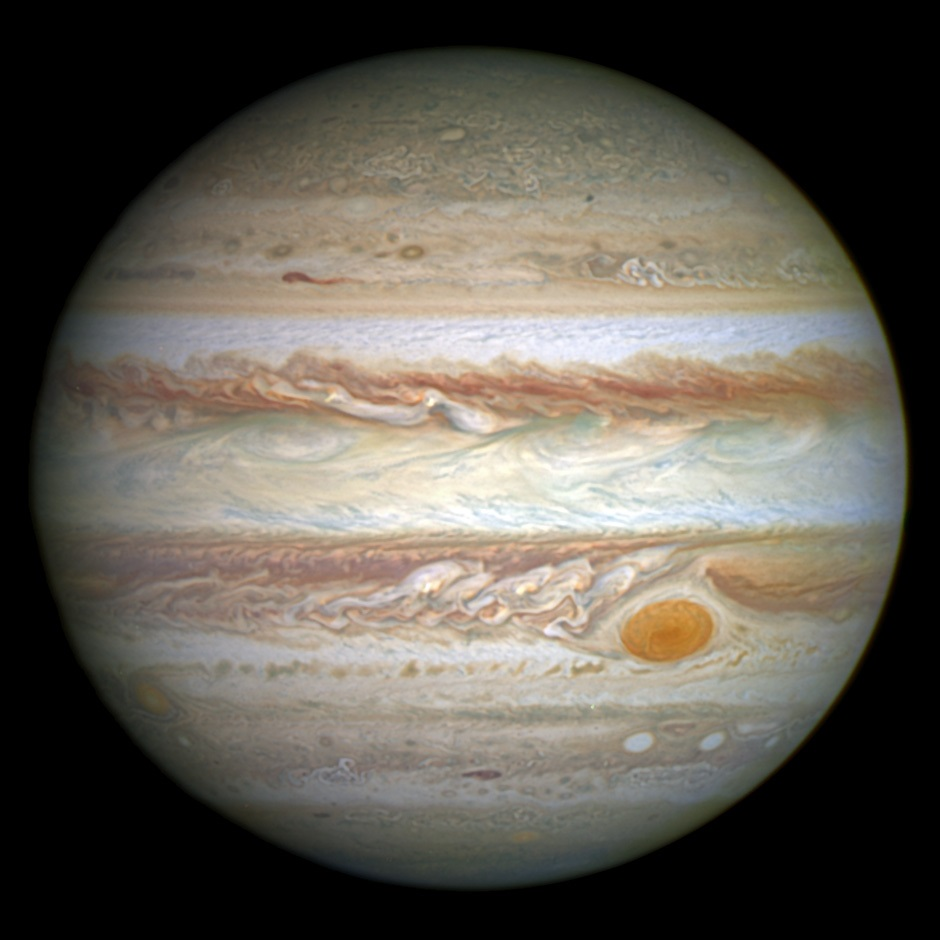

그랜드 택 가설에 따르면 목성은 형성 후 2단계의 이동을 거쳤으며, 1.5AU까지 안쪽으로 이동한 후 경로를 바꾸어 바깥쪽으로 이동했다. 목성의 형성은 약 3.5AU의 얼음선 근처에서 이루어졌다.
가스 원반의 틈을 비운 후 목성은 가스 원반과 함께 태양을 향해 천천히 이동하는 유형 II 이동을 겪었다. 이 이동이 중단되지 않았다면 목성은 다른 행성계의 뜨거운 목성과 마찬가지로 태양 주위의 가까운 궤도에 머물렀을 것이다. 토성도 태양을 향해 이동했지만, 크기가 더 작았기 때문에 더 빨리 이동하여 유형 I 이동 또는 폭주 이동을 겪었다. 토성은 목성에서 수렴하여 이 이동 중에 목성과 2:3의 평균 운동 공명으로 포착되었다. 그 후 목성과 토성 주변에 가스 원반의 겹치는 틈이 형성되어 두 행성의 힘의 균형이 바뀌면서 함께 이동하기 시작했다. 토성은 그 틈새를 부분적으로 비워 외부 원반이 목성에 가하는 토크를 줄였다. 그 후 행성의 순 토크가 양수가 되어 내부 린드블래드 공명에서 발생하는 토크가 외부 원반에서 발생하는 토크를 초과하게 되었고, 행성들은 바깥쪽으로 이동하기 시작했다. 행성들 사이의 상호 작용으로 인해 가스가 틈새를 통해 흐르기 때문에 바깥쪽으로의 이동이 계속될 수 있었다. 가스는 통과하는 동안 행성들과 각 운동량을 교환하여 토크의 양수 균형을 더해 행성들이 원반을 기준으로 바깥쪽으로 이동할 수 있도록 했으며, 이 교환은 또한 외부 궤도에서 내부 궤도로 질량을 전달했다. 또한, 가스가 내부 원반으로 이동하면서 }[태양]]에 가까워질수록 외부 원반에 비해 내부 원반의 질량 감소가 느려져 내부 토크가 약해져 거대 행성의 외곽 이동이 끝났다. 그랜드 택 가설에서는 이 과정이 목성이 1.5AU에 있을 때 행성의 내측 이동을 역전시켰다고 가정한다. 목성과 토성의 외측 이동은 궤도 내에서 제로(0) 토크 구성에 도달하거나 가스 그룹가 소멸 될 때까지 계속되었다. 이 모든 과정은 목성이 대략적인 현재 궤도에 도달했을 때 끝났다.

## 같이 보기
- 태양계의 형성과 진화
- 후기 대폭격
- 니스 모형
- 행성 이동